# Saint-Privat-de-Champclos
Saint-Privat-de-Champclos település Franciaországban, Gard megyében. Lakosainak száma 336 fő (2022. január 1.). Saint-Privat-de-Champclos Barjac, Méjannes-le-Clap, Montclus, Saint-Jean-de-Maruéjols-et-Avéjan és Tharaux községekkel határos.

## Népesség
A település népessége az elmúlt években az alábbi módon változott:
| Lakosok száma | 173  | 189  | 212  | 282  | 336  | 337  | 344  | 349  | 349  | 336  |
|               | 1968 | 1982 | 1990 | 2006 | 2013 | 2015 | 2017 | 2019 | 2020 | 2022 |